# (95247) Schalansky
(95247) Schalansky es un asteroide del cinturón principal descubierto el 12 de febrero de 2002 por William Kwong Yu Yeung en el observatorio astronómico de Desert Eagle, en Estados Unidos. Está nombrado en honor de la escritora alemana Judith Schalansky.